# آبشار افرینه
آبشار افرینه آبشاری عریض و پر آب در کنار روستای افرینه در بخش معمولان از توابع شهرستان پلدختر است که سرچشمه آن در ۳۸ کیلومتری جنوب خرم آباد قرار دارد و از تلاقی رودهای چمشک و افرینه تشکیل می‌شود. آبشار افرینه سرانجام به رودخانه کشکان می‌ریزد. این ابشار ۱۴ متر عمق و ۱۰ متر ارتفاع دارد.
دسترسی به این آبشار آسان است اما به دلیل ساختار این آبشار، شنا کردن بسیار خطرناک است.